# 库岑豪森
库岑豪森是德国巴伐利亚州的一个市镇。总面积27.92平方公里，总人口2469人，其中男性1212人，女性1257人（2011年12月31日），人口密度88人/平方公里。